# Tuberculispora jamaicensis
Tuberculispora jamaicensis är en svampart som beskrevs av Deighton & Piroz. 1972. Tuberculispora jamaicensis ingår i släktet Tuberculispora, divisionen sporsäcksvampar och riket svampar.   Inga underarter finns listade i Catalogue of Life.